# 에드 해리스
에드 해리스(Ed Harris, 1950년 11월 28일 ~ )는 미국의 배우, 영화 감독, 영화 제작자, 영화 각본가이다. 골든 글로브상, 에미상, BAFTA, 미국 배우 조합상 등 유수한 상이 그를 후보로 지명하거나 시상하였다. 특히 아카데미상에서 《아폴로 13》(1995), 《트루먼 쇼》(1998), 《디 아워스》(2002)로 남우조연상에 세 차례, 《폴락》(2000)으로 남우주연상에 한 차례 후보로 올랐다. 《폴락》을 통해 감독으로도 데뷔하였다.

## 작품 목록

### 영화 출연
- 필사의 도전 (1983)
- 알라모의 총성 (1985, Alamo Bay)
- 심연 (1989)
- 꿈의 구장 (1989) - 목소리 출연 (크레디트 미기재)
- 숀펜의 헬스 키친 (1990)
- 글렌게리 글렌 로스 (1992)
- 야망의 함정 (1993)
- 욕망을 파는 집 (1993)
- 닉슨 (1995)
- 함정 (1995)
- 아폴로 13 (1995)
- 더 록 (1996)
- 앱솔루트 파워 (1997)
- 스텝맘 (1998)
- 트루먼 쇼 (1998)
- 폴락 (2000)
- 뷰티풀 마인드 (2001) - 파처 역
- 에너미 앳 더 게이트 (2001) - 에르빈 쾨니히 소령 역
- 버팔로 솔저 (2001) - 버먼 대령 역
- 디 아워스 (2002) - 리처드 브라운 역
- Just a Dream (2002) - 목소리 출연
- 휴먼 스테인 (2003) - 레스터 역
- 폭력의 역사 (2005)
- 카핑 베토벤 (2006)
- 가라, 아이야, 가라 (2007)
- 내셔널 트레져: 비밀의 책 (2007)
- 아팔루사 (2008)
- 웨이 백 (2010)
- 게임 체인지 (2012)
- 설국열차 (2013)
- 런 올 나이트 (2015)
- 마더! (2017)
- 지오스톰 (2017)
- 로스트 도터 (2021) - 라일 역
- 탑건: 매버릭 (2022) - 체스터 "해머" 케인 해군 소장 역
- 러브 라이즈 블리딩 (2024) - 랭스턴 역

### 영화 연출
- 폴락 (2000) - 제작 겸임
- 아팔루사 (2008) - 각본, 제작 겸임

### 텔레비전 출연
- 엠파이어 폴스 (2005)
- 웨스트월드 (2016-22)
- 원더맨 (예정)

## 수상 경력
- 1992년 바야돌리드국제영화제 남우주연상
- 1995년 남동부비평가협회상 남우조연상
- 1996년 제1회 크리틱스초이스 남우조연상
- 1996년 제2회 미국배우조합상 영화부문 남우조연상
- 1998년 남동부비평가협회상 남우조연상
- 1999년 제70회 미국비평가협회상 남우조연상
- 1999년 제56회 골든글로브시상식 남우조연상
- 1999년 블록버스터엔터테인먼트어워즈 가장 재미있는 남자조연배우상
- 2001년 토론토비평가협회상 남우주연상
- 2003년 이탈리안온라인영화상 남우조연상
- 2006년 제40회 전미비평가협회상 남우조연상
- 2006년 제49회 샌프란시스코국제영화제 피터 제이 오언스상
- 2007년 제8회 라스팔마스국제영화제 명예의 레이디 하리마구아다상
- 2013년 제70회 골든글로브시상식 TV부문 남우조연상